# Emilio Ballagas
Emilio Ballagas Cubeña, né le 7 novembre 1908 à Camagüey (Cuba) et mort le 11 septembre 1954 à La Havane, est un poète et essayiste cubain.